# Funagata
Funagata (舟形町?) è una cittadina giapponese della prefettura di Yamagata.